# Atelopus erythropus
Atelopus erythropus é uma espécie de sapo da família Bufonidae. Ele é endêmico no Peru. Seu habitat natural são as florestas úmidas de montanhas, em áreas tropicais e subtropicais, e rios. Está ameaçado pela perda do seu habitat.